# لويس كونت
لويس كونت (بالإنجليزية: Luis Conte)‏ هو فنان إيقاعي كوبي وأمريكي، ولد في 16 نوفمبر 1954 في سانتياغو دي كوبا في كوبا.

## وصلات خارجية
- الموقع الرسمي
- لويس كونت على موقع IMDb (الإنجليزية)
- لويس كونت على موقع ميوزك برينز (الإنجليزية)
- لويس كونت على موقع أول ميوزيك (الإنجليزية)
- لويس كونت على موقع ديسكوغز (الإنجليزية)
- لويس كونت على موقع قاعدة بيانات الفيلم (الإنجليزية)